# Clay Pigeons
Pour plus de détails, voir Fiche technique et Distribution.
Clay Pigeons est un film américain réalisé par David Dobkin, sorti en 1998.

## Synopsis
Clay Bidwell voit son ami Earl se suicider sous ses yeux car il a découvert que Clay avait une liaison avec Amanda, son épouse. Clay est rongé par la culpabilité et repousse Amanda quand celle-ci continue à le poursuivre de ses assiduités. Clay se lie accidentellement d'amitié avec Lester Long, un routier qui est en fait un tueur en série. Lester tue Amanda pour « aider » son nouvel ami. Les agents du FBI Dale Shelby et Reynard considèrent Clay comme le principal suspect.

## Fiche technique
- Réalisation : David Dobkin
- Scénario : Matt Healy
- Photographie : Eric Alan Edwards
- Montage : Stan Salfas
- Musique : John Lurie
- Production : Tony Scott, Ridley Scott, Chris Zarpas
- Pays de production :  États-Unis
- Langue originale : anglais
- Format : couleur - 1,85:1 - Dolby Digital
- Genre : comédie noire
- Durée : 104 minutes
- Date de sortie : 
  - États-Unis : 25 septembre 1998

## Distribution
- Joaquin Phoenix : Clay Bidwell
- Vince Vaughn : Lester Long
- Janeane Garofalo : Dale Shelby
- Georgina Cates : Amanda
- Gregory Sporleder : Earl
- Phil Morris : Reynard
- Scott Wilson : le shérif Dan Mooney
- Vince Vieluf : l'adjoint Barney

## Accueil
Le film a été un échec commercial, rapportant 1 794 000 $ au box-office américain.
Il obtient 63 % de critiques positives, avec une note moyenne de 6,2/10 et sur la base de 52 critiques collectées, sur le site Rotten Tomatoes. Sur Metacritic, il obtient un score de 46/100 sur la base de 26 critiques collectées.